# Yuka Koide
Yuka Koide (小出由華 Koide Yuka) este o actriță, fotomodel și cântăreață pop japoneză.  S-a născut în Katsushika, Tokyo și a fost o tânără actriță. Din 1992 până în 1994 a apărut ca Ruga-chan în Ugo Ugo Ruga și în 1993 a primit o medalie de argint.
În 1997, Koide nu avea niciodată activități de divertisment datorită diplomei sale în liceu. Ea a revenit la cariera ei de divertisment în 2005. După ce s-a întors la spectacole de teatru și scenă, a lucrat ca actriță în filme.
La 3 octombrie 2006 a devenit Hayamimi Musume în "Hayamimi Trend No.1" în Mezamashi TV.